# Infinity Engine
Infinity Engine (от англ. infinity — рус. бесконечность) — игровой движок, позволяющий создавать изометрические компьютерные ролевые игры. Был разработан BioWare для игры Battleground Infinity и позднее был использован в серии игр Baldur’s Gate. BioWare использовала его и в следующих своих проектах, также он был лицензирован Black Isle Studios — подразделением компании Interplay.
Особенностью Infinity Engine является игровой процесс в реальном времени с возможностью использовать в бою паузу. Движок использует изометрическую проекцию, с заранее отрисованным двухмерным фоном и спрайтовыми персонажами. Движок преимущественно двухмерный, начиная с Baldur's Gate II: Shadows of Amn используется OpenGL для ускорения визуальных эффектов. Основной чертой движка является наличие не больше шести персонажей в партии, быстрых ячеек для различных предметов. Infinity Engine стал основой для нескольких компьютерных ролевых игр на базе системы Advanced Dungeons & Dragons второй редакции.
В 2002 году BioWare для игры Neverwinter Nights разработала полностью трёхмерный движок Aurora Engine, который заменил собой Infinity Engine в последующих играх компании, хотя использовал его некоторые технические наработки.
В 2012 году компания-разработчик Overhaul Games (подразделение Beamdog) выпустила Baldur’s Gate: Enhanced Edition, улучшенную и доработанную версию оригинальной игры 1998 года. В основу был положен доработанный и улучшенный оригинальный движок, который неофициально называется Infinity Engine Enhanced Edition. Позднее на этом движке вышли и другие игры Infinity Engine. Модернизированный движок стал поддерживать новые платформы, включая macOS, Linux, Android и iOS.

## Игры
Игры и дополнения к ним, созданные на движке Infinity Engine:
- Baldur's Gate (1998)
  - Baldur's Gate: Tales of the Sword Coast (1999)
- Planescape: Torment (1999)
- Icewind Dale (2000)
  - Icewind Dale: Heart of Winter (2001)
- Baldur's Gate II: Shadows of Amn (2000)
  - Baldur's Gate II: Throne of Bhaal (2001)
- Icewind Dale II (2002)

## Открытая реализация
Существует разрабатываемая открытая реализация движка под именем GemRB, поддерживающая многие платформы, включая Linux, FreeBSD, macOS, и Microsoft Windows. Разработчики движка прикладывают основные усилия на поддержку игр Baldur’s Gate II. По состоянию на 2009 год в движке реализованы все функции, необходимые для полного прохождения Baldur's Gate II: Shadows of Amn.